# Phthonoloba acrolophites
Phthonoloba acrolophites is een vlinder uit de familie van de spanners (Geometridae). De wetenschappelijke naam van de soort is als Steirophora acrolophites voor het eerst geldig gepubliceerd in 1926 door Prout.